# Jeff Sarwer
Jeff Sarwer (Kingston, 14 de mayo de 1978) es un ajedrecista canadiense que saltó a la fama como un niño prodigio del ajedrez. Su carrera ajedrecista y el estilo de vida poco convencional de su familia fueron objeto de muchos artículos y shows televisivos.

## Inicios de su carrera
Nacido en Kingston, Ontario, de madre finlandesa y padre canadiense, Sarwer aprendió las reglas del ajedrez a la edad de 4 años gracias a su hermana mayor Julia, de 6 años. A la edad de 6 años, Sarwer comenzó a jugar en Nueva York en un club de ajedrez, Manhattan Chess Club, que era uno de los clubes de ajedrez más prestigiosos del mundo en aquel momento. El director del club, Bruce Pandolfini, impresionado por el talento de los prodigiosos hermanos les otorgó la membresía vitalicia que normalmente estaba reservada para los grandes maestros.
Desde que cumplió 7 años, Sarwer participaba cada año en los shows de ajedrez, celebrados el Día de Canadá (fiesta nacional en Canadá) en Ottawa,  durante los cuales ganaba a docenas de personas simultáneamente. También solía ir al parque Washington Square Park, donde jugaba al ajedrez rápido, reuniendo así a un gran público a su alrededor que quería ver sus partidas.
En 1986, a la edad de 8 años, representando a Canadá, ganó el Campeonato Mundial Juvenil en Puerto Rico en la categoría Under-10. Desde entonces, cada vez más medios de comunicación se interesaban por la vida del joven campeón.

## Problemas familiares
Algunas revistas, como GQ y Sports Illustrated, escribieron artículos sobre Jeff y su familia, a menudo cuestionando su estilo de vida, la seguridad y el desarrollo profesional de su carrera bajo la custodia de su padre.
El padre de Jeff no le permitió continuar su carrera de ajedrez cuando se dio cuenta de que no podría controlar su vida. Alejó a la familia de la ciudad de Nueva York y empezó a tener problemas con The Children's Aid Society de Ontario. Un artículo destacado en la revista Vanity Fair detallaba el abuso infantil que sufrieron Jeff y su hermana Julia, y que motivó a la C.A.S. a llevarlo a él y a su hermana a un hogar de acogida. Los hermanos huyeron del centro para poder volver a estar con su padre y desde entonces la familia empezó a vivir en el anonimato, escondiéndose en diferentes países. 

## Vuelta después de años
Durante estos años, Jeff Sarwer jugó al ajedrez bajo el apodo de Ray Philips hasta el año 2007, cuando volvió a aparecer bajo su nombre real. En septiembre de 2007 participó en un torneo de 30 minutos en el castillo de Malbork (Polonia), terminando en tercer lugar con una puntuación de 7/9 en un grupo de 86 jugadores, incluidos cuatro grandes maestros.

## Póquer
Desde el año 2008 Sarwer participa en torneos profesionales de póquer. Desde diciembre de 2008 participó en distintos torneos, en cinco de ellos consiguió llevarse grandes premios en efectivo. El mayor premio que ha ganado Sarwer hasta ahora ha sido un tercer puesto en el European Poker Tour (EPT) Vilamoura en el año 2009, donde ganó 232.704$.